# Trubadurzy

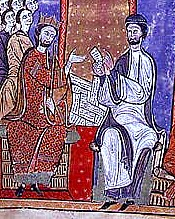
Alfons II Aragoński

Trubadurzy – poeci i zarazem muzycy prowansalscy działający w XII i XIII wieku. Przyjęło się uważać za trubadurów tych poetów, którzy działali na południu dzisiejszej Francji, pisząc w języku oksytańskim, langue d’oc, natomiast za truwerów – poetów z północy Francji piszących po francusku, langue d’oïl. Terminem trobairitz określa się kobietę-trubadura.
Działalność trubadurów była najwcześniejszym i najistotniejszym przejawem regionalnej sztuki muzycznej i poetyckiej w średniowiecznej kulturze Zachodu, a jej wpływ można dostrzec – nie tylko w epoce średniowiecza – również na terenie innych krajów europejskich. Z imienia wymienić można około 460 trubadurów, z twórczości których zachowało się około 2600 utworów – z czego jedynie około 10 posiada oryginalną melodię.
Twórczość literacka trubadurów to tzw. poezja prowansalska. Z tradycji trubadurów wywodzą się truwerzy i niemieccy minnesingerzy. Poezję trubadurów i truwerów rozpowszechniali oni sami lub też wędrowni śpiewacy zwani minstrelami.

## Lista częściej wymienianych trubadurów

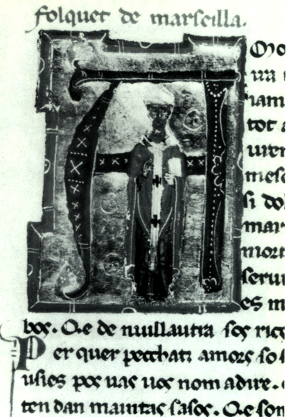
Folquet de Marselha

(W nawiasach podany został przybliżony czas ich działalności).
- Aimeric de Peguilhan (1190–1221),
- Arnaut Daniel (1180–1195),
- Arnaut de Mareuil (1195),
- Bernart de Ventadorn (1147–1170),
- Bertran de Born (1159–95, zm. 1215),
- Cerveri de Girona (1259–1285),
- Folquet de Marseille (1178–1195, zm. 1231),
- Gaucelm Faidit (1172–1203),
- Wilhelm (Guillaume) IX, zwany Akwitańskim (1071–1126),
- Giraut de Bornelh (1162–1199),
- Guiraut Riquier (1254–1292),
- Jaufre Rudel (1125–1148),
- Marcabru (1130–1149),
- Peire d’Alvernhe (1149–1168, zm. 1215),
- Peire Cardenal (1205–1272),
- Peire Vidal (1183–1204),
- Peirol (1188–1222),
- Raimbaut d’Aurenga (1147–1173),
- Raimbaut de Vaqueiras (1180–1205),
- Raimon de Miraval (1191–1229)
- Sordello (1220–69, zm. 1269).

Wszyscy znani z imienia trubadurzy zostali wymienieni w Bibliographie Pilleta i Carstensa z 1933 roku wraz z podaniem zachowanych utworów i źródeł.

## Vidas
Z XIII i XIV wieku zachowały się pierwsze zbiory vidas – pełnych fantazji romantycznych pieśni będących opowieściami o życiu trubadura. Typowym przykładem takiej historii jest świadectwo o życiu Jaufre Rudela:

Jaufre Rudel z Blaye był wysoko urodzonym księciem Blaye; zakochał się on w hrabinie Tripoli, nie ujrzawszy jej ani razu, ale słysząc o niej wiele dobrego od pielgrzymów powracających z Antiochii. Skomponował wiele pieśni o niej, chwaląc ją w pięknych melodiach i smutnych słowach. Pragnąc ją ujrzeć, wziął krzyż i wyruszył w morze; na łodzi zaś zachorował. Przyniesiono go, ledwo już żywego, do gospody w Tripoli i powiedziano o tym hrabinie; ta zaś przyszła do niego i wzięła go w ramiona. Poznał, że to musi być ona, i odzyskał zmysły słuch i woni, i chwalił Boga za to, że mógł dożyć chwili, gdy jego ukochana znalazła się przy nim. I tak umarł w jej ramionach, a ona pochowała go z honorami w świątyni i jeszcze tego samego dnia pogrążyła się w głębokim smutku.

Status społeczny trubadurów związany jest z wieloma legendami, sięgającymi czasów samych poetów, którzy nierzadko opisywali swoje własne losy. Trubadurami byli zarówno arystokraci – chociażby książę Wilhelm Akwitański, zwany „pierwszym spośród trubadurów” – jak i wędrowni muzykanci – jak Cercamon. Skądkolwiek się jednak wywodził, trubadur, aby osiągnąć sukces, musiał stać się cortes et enseignatz – dworskim i znakomitym.

## Fin’amor– miłość dworska
Tematyka miłości idealnej, choć pojawiająca się już wcześniej, była przez długi czas uważana za wkład trubadurów w europejską literaturę. Współczesne określenie „miłość dworska” (amour courtois), które po raz pierwszy pojawiło się pod koniec XIX wieku, jest uproszczeniem zjawiska i powinno być postrzegane przez pryzmat średniowiecznej koncepcji miłości i małżeństwa. Fin’amor nie jest tylko zjawiskiem literackim, ale istotnym elementem kultury w ówczesnym społeczeństwie. Miłość jest sposobem, by się doskonalić. Obejmuje tęsknotę, sekret, oświecenie, a także maniakalne zmiany nastrojów. Szczególną cechą miłości u trubadurów jest nacisk na jej społeczne i osobiste korzyści. Dworski charakter miłości powoduje specyficzną relację między kochankiem a jego otoczeniem: musi być dyskretny oraz wierny zasadzie decorum – cechy typowe dla kultury, do i dla której się wypowiada.
Idealna miłość jest także interesująca ze względu na swoją złożoność, napięcie, oksymorony i kontrasty: sacrum – profanum, szlachetne – obsceniczne, idealizm – realizm, rozstanie – połączenie. Pozornie jej koncepcja sprzeciwia się religii – pochwałę pożądania można przecież przeciwstawić chrześcijańskiej cnocie czystości, miłości czy caritas. Ekstatyczna miłość, wychwalająca wartość jednostki, jest jednak analogiczna do miłości, którą opisywało wielu XII-wiecznych wyznawców (m.in. św. Bernard z Clairvaux).
Jednocześnie interesujące jest zestawienie mocy przypisywanej kobietom w wielu pieśniach trubadurów z ograniczeniami na nie nakładanymi w rzeczywistości. Tworzy się wyidealizowany obraz kobiet na tle ich podporządkowania w społeczeństwie. Kobiety-trubadurki, tzw. trobairitz, były niewielką grupą należącą do arystokracji, działającą w latach 1170–1260. Zachowało się, według różnych źródeł, od 23 do 46 tekstów – w porównaniu z ponard 2500 tekstami autorstwa mężczyzn. Z imienia znanych jest niewiele – należą do nich m.in. Beatriz de Dia oraz Castelloza.

## Gatunki

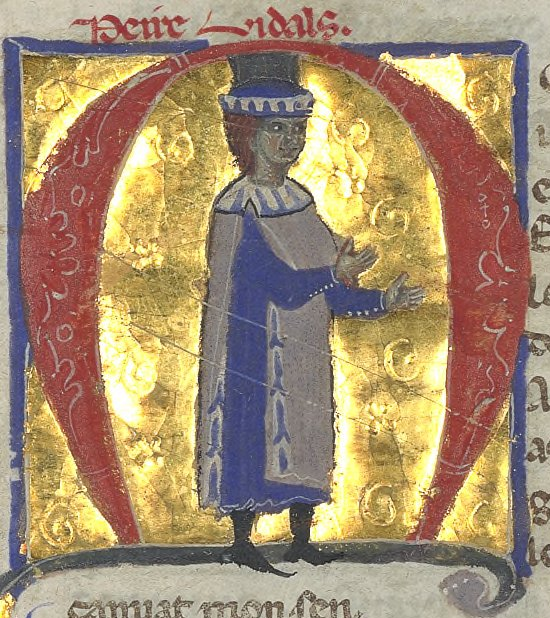
Peire Vidal

### Geneza
Do powtarzających się motywów należą przede wszystkim dworskość i miłość; niegodziwi szpiedzy (lauzengiers); miłość służebna; oparcie się namiętnościom cielesnym, podstęp i desperacja; choroba z miłości i śmierć, radość w miłości (szczególnie często jako natchnienie), wreszcie potęga kobiety. Potrzeba wyrażenia tych motywów w formie zwięzłej i klarownej doprowadziła do powstania specyficznych gatunków. W ten sposób, na przykład, pragnienie kochanków, by nigdy nie zostali rozdzieleni, jest odzwierciedlone w albie – pieśni porannej: kochankowie w swoim szczęściu nie dostrzegają, że noc minęła; zostają ostrzeżeni przez świergot ptaków lub zaufaną osobę.

### Podział ze względu na formę
- Canso (canzo) – składająca się ze strofek 6–7-wierszowych, o budowie muzycznej aab (odpowiednik ballady truwerów i Barform minnesingerów);
- Vers – melodia powtarza się we wszystkich wierszach tekstu.

### Podział ze względu na tematykę
- Vers (patrz wyżej) – termin używany często w 1 poł. XII wieku, niezależnie od tematyki utworu, choć w późnym XII wieku zaczęło oznaczać wiersze moralizujące w stylu Marcabru;
- Alba – dziękczynna pieśń kochanków o świcie (jej treścią bywa także dialog między odjeżdżającym o wczesnym poranku kochankiem i jego przyjacielem, który ostrzega go przed grożącym niebezpieczeństwem);
- Canso (patrz wyżej) – dworska pieśń miłosna napisana w wysokim stylu (np. twórczość Bernarta de Ventadorn);
- Sirventes – pieśni satyryczno-polityczne, często stosujące kontrafakturę;
- Tenso, partimen, joc-partit (jeu parti) – pieśni zawierające elementy dialogu;
- Pastorela – pieśń opisująca spotkanie rycerza z pasterką;
- Dansa – pieśń oparta na formie tanecznej;
- Descort – pieśń ułożona w sposób nieuporządkowany, często wielojęzyczna (u Raimbauta de Vaqeiras – pięciojęzyczna);
- Escondig – rodzaj canso zawierający przeprosiny kochanka, który swoim zachowaniem obraził wybrankę;
- Planh (plank, planctus) – lament na śmierć wybitnej osobistości.

## Znaczenie
Można zaryzykować twierdzenie, że z twórczości trubadurów wywodzi się cała współczesna poezja europejska. Zastosowane przez poetów prowansalskich rozwiązania, zarówno w sferze treściowej, stylistycznej, jak i formalnej, wersyfikacyjnej, były powielane i rozwijane przez późniejszych autorów średniowiecznych. W liryce trubadurów szczególnie bujnie rozwinęła się strofika.